# Hubert Mohr
Hubert Mohr (ur. 3 maja 1914 w Altenhundem, zm. 22 stycznia 2011 w Poczdamie) – niemiecki historyk, były duchowny rzymskokatolicki zgromadzenia pallotynów.

## Życie
Hubert Mohr zdał maturę w 1934 i jeszcze tego samego roku wstąpił do pallotynów. Od 1935 do 1941 studiował filozofię i teologię katolicką w pallotyńskiej szkole w Limburgu i Uniwersytecie Münster. W 1940 otrzymał święcenia kapłańskie. Podczas II wojny światowej służył w latach 1941–1944 jako sanitariusz, po czym zdezerterował kwietniu 1944 i dostał się do niewoli sowieckiej, gdzie pozostał aż do 1949. W niewoli był członkiem komitetu narodowego Wolne Niemcy. W 1947 został lektorem w Szkole Antifa w Krasnodarze, gdzie pracował aż do odzyskania wolności. W 1949 wrócił do sowieckiej strefy okupacyjnej Niemiec. Został ekskomunikowany, a jednocześnie podjął pracę jako nauczyciel historii i rosyjskiego w szkole średniej w Saksonii. W latach 1950 do 1957 pracował w Niemieckim Centralnym Instytucie Pedagogicznym (DPZ) w Berlinie wschodnim, początkowo jako współpracownik, a następnie jako główny referent. Od 1956 był także kierownikiem referatu studiów zaocznych nauczycieli historii przy DPZ.
Poza zawodem pracował także jako docent w uniwersytetach wieczorowych podległych władzą okręgowym NSPJ w Dreźnie i Poczdamie. W 1951 został docentem Instytutu szkolenia nauczycieli w Radebeul. Od 1957 zlecono mu nadzór nad docenturą Powszechniej i niemieckiej historii średniowiecza na Wyższej szkole pedagogicznej w Poczdamie. W październiku promował się u Walthera Eckermanna i Eduarda Wintera. Tematem pracy był "Apostolat Katolicki". W październiku 1960 doktoryzował się u Walthera Eckermanna i Eduarda Wintera. Tematem pracy było: "Apostolstwo Katolickie. Instrument klerykalizmu politycznego w Niemczech Zachodnich. Przedstawione na podstawie apostolstwa Katolickiego (SAC) i Ruchu Szensztackiego." Od 1961 przyjął posadę profesora w Poczdamie. W 1964 habilitował się, przed tą samą komisją z tematu "Rozwój istoty zakonów katolickich w imperialistycznych Niemczech". Od lutego 1965 nauczał ogólnej historii średniowieczna w Poczdamie, a w 1968 mianowano go profesorem na pełnym etacie. Od 1969 do emerytury w 1979 był profesorem katedry. W latach 1965–1972 był prorektorem do spraw prognoz i rozwoju nauki. Pod koniec lat 80. XX w został członkiem Prezydium Towarzystwa Historyków NRD, a od 1982 - członkiem honorowym.
Od roku 1959 pracował jako nieoficjalny współpracownik o pseudonimie IM Rottek dla Ministerstwa Bezpieczeństwa Narodowego NRD. OD 1979 tytułowano go jako "Nieoficjalny Współpracownik Ekspert" - IME. Odznaczony Złotym medalem za wierną służbę MBN. Dekretem watykańskim z 1997 został zeświecczony. W związku z tym jego, zawarte w 1950, małżeństwo cywilne zostało uznane przez kościół, a on sam, ponownie przyjęty do Kościoła. Mohr był wysoko cenionym naukowcem w NRD, w 1969 otrzymał Nagrodę Narodową NRD III klasy, a w 1989 Srebrny Order Zasługi dla Ojczyzny. Jego dokumentacja znajduje się w Brandenburskim Głównym Archiwum krajowym w Poczdamie.
Był także tłumaczem oraz opublikował tomik poezji z wierszami dla młodzieży.

## Dzieła
- Einführung in die Heimatgeschichte (Wydane z Erikiem Hühns), DVW, Berlin 1959
- Das katholische Apostolat. Zur Strategie und Taktik des politischen Katholizismus, Rütten & Loening, Berlin 1962 (Beiträge zur Geschichte des religiösen und wissenschaftlichen Denkens, Bd. 2)
- Katholische Orden und deutscher Imperialismus, Akademie, Berlin 1965
- Einführung in das Studium der Geschichte (Wydane z Walther Eckermann), DVW, Berlin 1969
- Byzanz und arabisches Kalifat. Darstellung für den Geschichtslehrer, Volk und Wissen, Berlin 1973 [2 wydanie 1976; 3 wydanie 1981; 4 wydanie 1984]
- Restaurative Bewegungen in der BRD, Warnemünde 1985
- Die russische Lyrik als Offenbarung der russischen Seele, RPress, Berlin 1994
- Herz, du sollst von vorn beginnen ... Jugendgedichte, NORA, Berlin 2003 ISBN 3-936735-38-7
- Wer in der Weltgeschichte lebt (Goethe). Aufsätze, RPress, Berlin 2004